# Fritz Sidler
Fritz Sidler (* 16. Januar 1931; † 24. April 2006) war ein Schweizer Fussballspieler.

## Sportlicher Werdegang
Sidler wechselte 1950 aus beruflichen Gründen von Zug zum FC Grenchen. Dort gehörte der Bankkaufmann alsbald zu den Leistungsträgern und avancierte zum Mannschaftskapitän in der Nationalliga A. 1959 führte er die von Trainer Franz Linken betreute Mannschaft im Endspiel um den Schweizer Cup aufs Feld. Mit einem 1:0-Erfolg über Servette FC Genève gewann der Verein seinen ersten überregionalen Titel. Als Tabellenzweiter hinter dem BSC Young Boys verpasste der Klub das Double ebenso wie im Folgejahr nach dem erneuten Einzug ins Endspiel durch eine 0:1-Niederlage gegen den FC Luzern die erfolgreiche Titelverteidigung im nationalen Pokalwettbewerb.
Unterdessen kam Sidler zu einem Länderspieleinsatz für die Nationalmannschaft, am 27. März 1960 lief er an der Seite der mehrfachen Internationalen Josef Hügi, Wilhelm Kernen, Robert Ballaman, Eugen Meier und Eugène Parlier bei der 1:3-Niederlage gegen Belgien für die «Nati» auf. Dies blieb sein einziger Nationalmannschaftseinsatz. 
1963 wechselte Sidler zum FC Olten, später wurde er Ehrenmitglied beim FC Grenchen.